# Victor Mindeleff
Victor Mindeleff est un ethnologue puis architecte américain né le 2 juin 1860 à Londres et mort le 26 mars 1948 dans le Maryland. Frère de Cosmos Mindeleff, il débute en tant que spécialiste de l'architecture pueblo. Également un aquarelliste et un jardinier remarqué, il a dessiné le Glen Echo Park au Maryland et le Massanutten Lodge en Virginie.